# Jáchymova
Jáchymova ulice na Starém Městě v Praze spojuje ulice Maiselova a Pařížská.

## Historie a názvy
Původní název ulice byl "Joachimova" nebo "Joachimská", počeštěný tvar "Jáchymova" se používá od začátku 20. století.

## Budovy, firmy a instituce
- Škola Talmud-Tora
- Nadace židovské obce v Praze - Jáchymova 3[3]
- Bang & Olufsen - Jáchymova 4[4]